# Cluster maritime
 (mai 2024).
Si vous disposez d'ouvrages ou d'articles de référence ou si vous connaissez des sites web de qualité traitant du thème abordé ici, merci de compléter l'article en donnant les références utiles à sa vérifiabilité et en les liant à la section « Notes et références ».
Pour les articles homonymes, voir Cluster.
Le cluster maritime, concept économique anglo-saxon, est un outil de promotion de promotion et d'aide au développement de la filière maritime utilisé par différents gouvernements, défini alternativement comme  un complexe industriel, une agglomération d'industries interconnectées  un réseau communautaire.

## Clusters maritimes à travers le monde
Ce concept apparu au Royaume-Uni et aux Pays-Bas, s'est développé à travers toute la planète sur des étendues spatiales très variables comme pour ces deux pays, mais également pour des régions plus petites tel que le London’s Maritime Services Cluster ou le  Cowes Marine Cluster, des régions tel qu'au Canada la Technopole Maritime du Québec, d'autres pays tel que le  Norway's Maritime Cluster ou le  Finnish Maritime Cluster, des régions éparses associées tel au sein de Interregional Maritime Cluster (InterMareC) ou même l'Europe avec lEU Maritime Clusters.

## Cluster Maritime Français
Cette section ne s'appuie pas, ou pas assez, sur des sources secondaires ou tertiaires indépendantes du sujet. Le texte peut contenir des analyses inexactes ou inédites de sources primaires.
Pour l'améliorer, ajoutez-en, ou placez des modèles {{Source secondaire souhaitée}} ou {{Source secondaire nécessaire}} sur les passages mal sourcés. (juillet 2025)
Le Cluster Maritime Français (CMF) est une association fondée en 2006 dans le but de réunir les parties prenantes de l'économie
.Le Cluster Maritime Français a initié la création de Clusters maritimes d’Outre-mer pour rassembler les acteurs maritimes locaux, porter leurs projets et développer le secteur maritime local. Les premiers clusters ont ainsi été créés officiellement en Guadeloupe (mai 2011), à La Réunion (septembre 2011), et ont été suivis par la Guyane (mai 2012), et la Martinique (juin 2013), la Polynésie Française (juin 2014), la Nouvelle-Calédonie (août 2014), Saint-Pierre-et-Miquelon (2016) et Mayotte (2022). Ils sont aujourd’hui 8 Clusters maritimes en Outre-mer.

## Cluster maritime luxembourgeois
Le Cluster maritime luxembourgeois est une association sans but lucratif créée en juin 2008. Elle fait suite à un groupe de travail lancé par le Ministre luxembourgeois de l'Économie et du Commerce extérieur, Jeannot Krecké[réf. souhaitée].
Les activités du Cluster maritime luxembourgeois englobent une série d'actions au service du secteur maritime national. La structure des membres reflète la réalité du secteur maritime luxembourgeois: des armateurs, des banques, des conseillers, des assureurs, des avocats et le pavillon luxembourgeois, géré par le Commissariat aux Affaires Maritimes. Deux acteurs majeurs du dragage implantés au Luxembourg promeuvent également l'initiative: le groupe Jan de Nul et Deme. CFL Cargo et CFL Multimodal, deux entreprises ferroviaires font également partie du Cluster maritime puisqu'elles contribuent au désenclavement du Luxembourg grâce aux navettes quotidiennes qui desservent les grands ports de la Mer du Nord comme Anvers, Rotterdam et Zeebruges, tous situés dans un rayon de 300 kilomètres. Avec la plateforme de Bettembourg, le Luxembourg et la Grande Région disposent d'un port sec d'envergure[réf. souhaitée].
Le Luxembourg participe également aux opérations de lutte anti-piraterie dans la Corne de l’Afrique. Deux avions de surveillance maritime de type MERLIN III (en) ont été dépêchés fin septembre 2009 aux Seychelles. C’est la première fois dans son histoire que le pays prend part à une opération maritime militaire[réf. souhaitée].